# Centaurea incompta
Centaurea incompta ist eine Pflanzenart aus der Gattung der Flockenblumen (Centaurea) in der Familie der Korbblütler (Asteraceae). Sie kommt nur im westlichen und südlichen Montenegro und in den Nachbarländern in Kroatien sowie Bosnien und Herzegowina vor.

## Beschreibung

### Vegetative Merkmale
Centaurea incompta ist eine ausdauernde krautige Pflanze, die Wuchshöhen etwa 50 Zentimetern erreicht. Sie bildet ein senkrechtes Rhizom. Der Stängel ist aufrecht und steif, eckig, teils wollig behaart und von der Mitte her mäßig reich verästelt.
Die gestielten unteren Laubblätter sind leierförmig und fiederspaltig. Die eiförmigen Blattspreiten sind zwei- bis dreispaltig mit spitzem oberen Ende. Die sitzenden lanzettlich bis eiförmig-lanzettlichen Stängelblätter sind ebenfalls leierförmig und fiederspaltig, die obersten ganz und eiförmig-lanzettlich. Die Laubblätter sind grün.

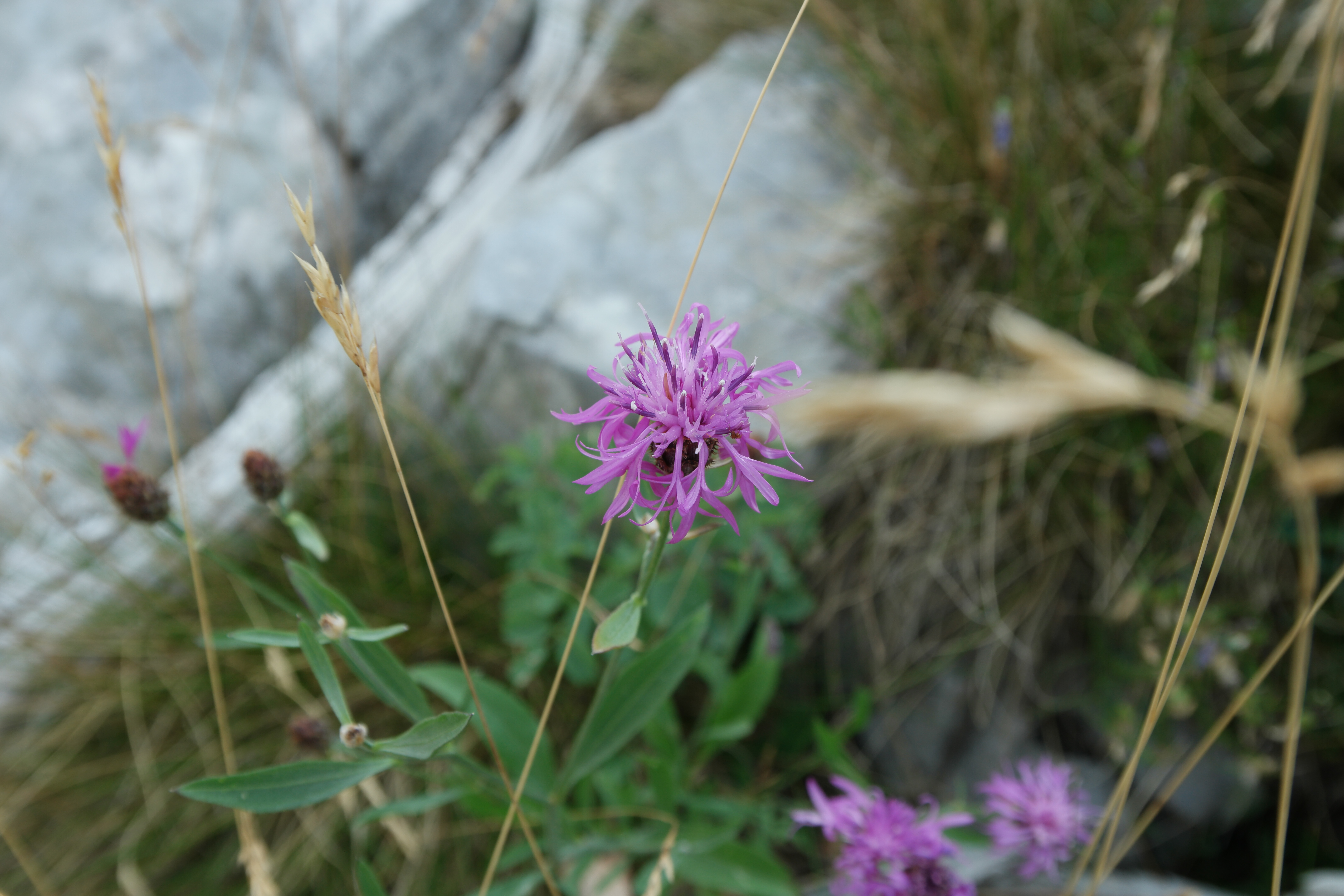
Blütenkörbe am Wildstandort an der Jastrebica

### Generative Merkmale
Die Blütezeit reicht von Juli bis August. Der körbchenförmige Blütenstand ist bei einer Länge von etwa 1,4 Zentimetern und einer Breite von etwa 1,1 Zentimetern eiförmig. Die vielen Hüllblätter sind stachlig. Der Blütenkorb enthält viele purpurfarbene Röhrenblüten.
Die schwarze glatte Achäne ist 3 Millimeter lang. Der weiße Pappus ist 2 Millimeter lang und zweireihig.

### Chromosomenzahl
Die Chromosomenzahl beträgt 2n = 18 oder 38.

## Vorkommen
Centaurea incompta hat ihre Hauptverbreitung im westlichen und südlichen Montenegro und kommt noch in den Nachbarländern in Kroatien und Bosnien und der Herzegowina vor. Sie besiedelt auf den subadriatischen Süd-Dinariden-Kalkfelsen und ist mit der Neumayer-Krugfrucht (Amphoricarpos neumayerianus) und Clinopodium thymifolium vergesellschaftet. Sie wächst in Höhenlagen von 600 bis 1600 Metern.